# Condado de Gloucester (Nova Jérsia)
O Condado de Gloucester (em inglês:  Gloucester County) é um dos 21 condados do estado americano de Nova Jérsia. A sede e maior cidade do condado é Woodbury. Foi fundado em 1686.
O condado possui uma área de 873 km², dos quais 39 km² estão cobertos por água, uma população de 288 288 habitantes, e uma densidade populacional de 345,7 hab/km² (segundo o censo nacional de 2010).